# 메슈테르하지 어틸러

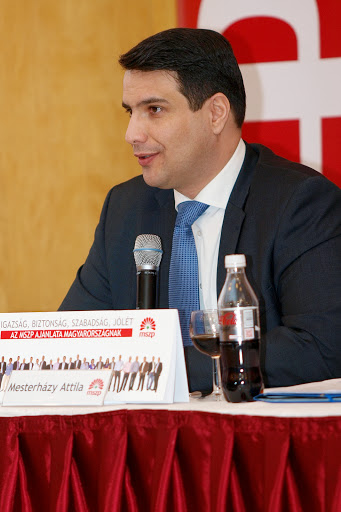
메슈테르하지 어틸러

메슈테르하지 어틸러(헝가리어: Mesterházy Attila, 1974년 1월 30일 페치 ~ )는 헝가리의 정치인이다. 사회당 소속으로 한때 버이너이 고르돈의 뒤를 이을 유력한 총리 후보였으나 2010년 총선에서 시민동맹의 오르반 빅토르에게 패하였다.